# Església de Santa Marina (Cuéllar)
Santa Marina va ser una església catòlica sota la advocació de Santa Marina a la vila de Cuéllar (Segòvia) construït al segle xiii en estil mudèjar, del que únicament es conserva la seva torre de maó. Al segle xix va ser dibuixada pel pintor Francesc Xavier Parcerisa i Boada, i en ella va ser enterrat el cronista Antonio d'Herrera i Tordesillas. Va ser desamortitzada al segle xix, i els seus propietaris van derrocar el conjunt a excepció de la seva torre, que es conserva en l'actualitat, sent l'única de maó que es conserva en Cuéllar. L'any 2009 s'inclogué a la Llista Vermella de Patrimoni en perill.
Al costat d'ella se situa la font de Santa Marina, d'estil gòtic.